# Sojombo (písmo)

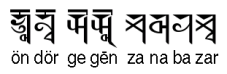
Příklad slabičné kombinace, jméno legendárního tvůrce Öndör-gegen Dzanabdazar

Sojombo (mongolsky соёмбо) je slabičné písmo (abugida), které vyvinul v roce 1686 mongolský mnich a učenec Dzanabadzar pro zápis mongolštiny. Může být použito také pro tibetštinu a sanskrt.
Zvláštní znak písma, symbol sojombo, se stal symbolem všemongolské jednoty stejně jako národním symbolem Mongolska; je součástí státní vlajky od roku 1921 a od roku 1992 je ve státním znaku.

## Vznik
Písmo sojombo bylo již čtvrtým mongolským písemným systémem a bylo pravděpodobně vytvořeno v roce 1686, tedy pouze 40 let po vytvoření todo bičigu.
Podle legendy viděl Dzanabadzar znaky písma jedné noci na obloze. Název písma odkazuje na tento příběh. Jedná se o úpravu sanskrtského slova svájambhú, což znamená „zrozený ze sebe“.
Ve skutečnosti je slabičný systém založen na abecedě dévanágarí a základní forma znaků vychází z indického písma randžaná (Lantsa, Ranjana). Detaily jednotlivých znaků připomínají mongolské písmo a staroturkické písmo. Není jasné, zda Dzanabadzar sám navrhl symbol sojombo, nebo zda existoval dříve – vznik je kladen i do 14. století.

## Použití
Dzanabadzar vytvořil písmo pro překlad buddhistických textů ze sanskrtu nebo tibetštiny a široce je používal se svými žáky. Úkol písma, které mělo umožnit přesnou reprodukci jiných písem a jazyků, způsobuje jeho značnou složitost a pro běžnou potřebu bylo složité až příliš. Přesnost zápisu hlásek v písmu sojombo navíc znamenala, že psané mongolské dialekty se od sebe lišily – klasické mongolské písmo nereprezentovalo přesně výslovnost, takže různě vyslovované dialekty mohly mít společnou psanou podobu.
Sojombo bylo užíváno východními Mongoly především pro ceremoniální účely a dnes se již aktivně nepoužívá. Lze se s ním setkat (kromě historických textů) zejména v chrámových nápisech a na modlitebních mlýncích. Je také důležité pro lingvistiku, protože staré zápisy s exaktní výslovností dokládají vývoj mongolského jazyka, například vývoj délky vokálů.

## Tvar
Sojombo bylo první mongolské písmo psané vodorovně zleva doprava, na rozdíl od svislého směru psaní dřívějších písem. Stejně jako u tibetského a mnoha indických písem obsahují všechny znaky horizontální v horní části prvek, který v řadě znaků vizuálně tvoří linku.
Obě varianty symbolu sojombo slouží jako speciální znaky k označení začátku a konce textu. Dva z jeho prvků (horní trojúhelník a svislé břevno napravo) slouží jako základ pro každý znak písma.

Struktura a jednotlivé prvky písmene sojomba

Slabiky jsou v tomto rámci tvořeny jedním až třemi prvky. První souhláska je zobrazena v horní části prostoru vymezeného základním trojúhelníkem a břevnem (Cb). Samohláska je vyjádřena značkou nad trojúhelníkem, s výjimkou u a ü, které jsou označeny uprostřed (V pod Cb). Druhá souhláska (Cf) je v menší značka dole při břevnu uvnitř, a případně tlačí značku pro u nebo ü mírně doleva. Pro označení dlouhých samohlásek (L) se na spodní část svislého břevna použije krátký šikmý tah. Pro dvě dvojhlásky je zakřivené resp. zubaté značení vpravo od svislého břevna (Vd).

## Abeceda

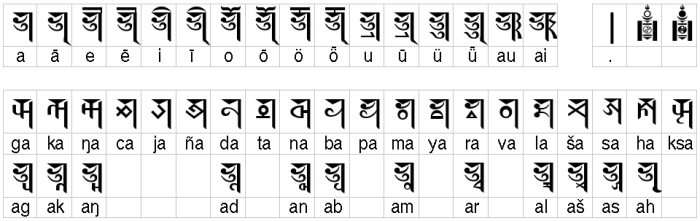
Mongolské znaky písma sojombo. Horní řádek obsahuje samohlásky a speciální znaky, dole počáteční a koncové souhlásky.

První znak abecedy značí samostatnou hlásku a. U ostatních samostatných samohlásek se používá stejné značky spolu s další značkou. Všechny ostatní hlavní znaky jsou souhlásky. Pokud souhláska neobsahuje samohlásku, pak se slabika implicitně doplní znakem a.
S 20 souhláskami a 14 samohláskami je teoreticky možné vytvořit téměř 4000 kombinací, které se ale nikdy všechny nepoužívaly. Pro psaní tibetského nebo sanskrtského se přidávají další znaky a znaménka.
Jako interpunkční znaménko je vedle symbolu sojombo tečka, která je zobrazena jako svislá čárka. V nápisech často užívá tečka v horním indexu (ve výšce horního trojúhelníku) jako oddělovač slov.

## Unicode
Písmo sojombo je zahrnuto pouze ve verzi 10.0 standardu Unicode, v rozsahu U + 11A50-11AAF.